# Semos peligrosos (uséase Makinavaja 2)
Semos peligrosos (uséase Makinavaja 2) és una pel·lícula de 1993 dirigida per Carlos Suárez i escrita per Ramon Tosas i Carlos Suárez com a continuació de Makinavaja, el último choriso. S'hi manté el repartiment de la primera pel·lícula, amb Andrés Pajares i Jesús Bonilla en els papers principals de Maki i Popeye, i hi destaca l'aparició d'actors secundaris com Pedro Reyes, Mario Pardo, Lita Claver, Llàtzer Escarceller, Rafael Alonso o Benito Pocino.
La pel·lícula està dedicada a l'actriu Mary Santpere, tal com s'indica als títols inicials, que va morir el setembre del 1992. És per això que la mare de Makinavaja no apareix en aquesta segona part.

## Argument
La pel·lícula adapta de manera més o menys fidedigna les diferents històries del còmic original per a crear una història continuada que comença quan el Maki surt de la presó i torna a integrar-se a la societat, trobant-se en un primer atracament que el seu amic Popeye està treballant a l'entitat bancària. Aleshores tots dos s'uneixen per treure l'avi de l'asil i anar-se'n de farra a Sitges.